# Philippe Meyer (médecin)
Pour les articles homonymes, voir Meyer et Philippe Meyer.
Philippe Meyer, né le 4 mai 1933 à Neuilly-sur-Seine et mort le 1er mai 2020 à Neuilly-sur-Seine,, est un médecin, physiologiste, philosophe et historien français, professeur émérite à l'hôpital Necker de Paris et à l'hôpital de la Charité-Humboldt de Berlin, correspondant de l'Académie des sciences.

## Biographie
Son père, André Meyer, était médecin et professeur d'université.
Spécialiste de l'hypertension artérielle, Philippe Meyer a écrit une centaine de monographies scientifiques sur ce sujet.
Essayiste, historien  et enseignant d'histoire de la philosophie de la médecine à la Faculté de médecine Paris-Descartes, il a écrit de nombreux livres dont Philosophie de la médecine.
D'origine alsacienne, il a publié plusieurs ouvrages sur l'histoire de sa région.
Il était l'époux de Sylvie Pierre-Brossolette, journaliste.

## Publications

### Romans
- Sommeils indiscrets, Plon, 31 décembre 1989, 268 p. (ISBN 9782855655970, présentation en ligne)

### Essais
- La Révolution des médicaments, mythes et réalités, Paris, Fayard, 1984, 377 p. (ISBN 2-213-01440-X) - Prix Nicolas Missarel en 1985
- L'Irresponsabilité médicale, Paris, Grasset, 1993, 218 p. (ISBN 2-246-48561-4)
- L'Illusion nécessaire, Paris, Omnibus, 1995, 230 p. (ISBN 2-259-18212-7)
- Leçons d'histoire de la pensée médicale : sciences humaines et sociales en médecine, Paris, Odile Jacob, 1996, 397 p. (ISBN 2-7381-0367-7, lire en ligne)
- Leçons sur la vie, la mort et la maladie, Hachette Littérature, 1998 (ISBN 2-01-235380-0)
- De la douleur à l'éthique, Hachette Littérature, 1998 (ISBN 2-01-235381-9)
- Le Mythe de jouvence : Essai sur la santé, la vieillesse et l'argent, Paris, Odile Jacob, 2000, 284 p. (ISBN 2-7381-0018-X)
- Philosophie de la médecine, Paris, Grasset, coll. « Le collège de philosophie », 2000, 458 p. (ISBN 2-246-58621-6)
- L'Homme et le sel, Empêcheurs de Penser en Rond, 2000 (ISBN 2-84324-102-2)
- Le bonheur de ne pas être américain, 2004, 126 p. (ISBN 2-35004-005-4)

### Ouvrages d'histoire
- Histoire de l'Alsace, Paris, Perrin, 2008, 426 p. (ISBN 978-2-262-02769-8)
- France et Prusse : une histoire croisée, J.-D. Bentzinger, 2009, 261 p. (ISBN 978-2-84960-163-1)
- L'Or du Rhin, histoire d'un fleuve, Paris, Perrin, 2011, 437 p. (ISBN 978-2-262-03258-6)
- Ils étaient Allemands contre Hitler  (préf. Susanne Wasum-rainer), Lausanne/Paris, L'Âge d'Homme, 2015, 281 p. (ISBN 978-2-8251-4491-6)
- Baltiques, Histoire d'une mer d'ambre, Paris, Perrin, 2013, 502 p. (ISBN 978-2-262-03626-3)

### Ouvrages médicaux
- Physiologie humaine, Paris, Flammarion, coll. « Médecine », 1994, 1319 p. (ISBN 2-257-10243-6)
- (en) Nervous System and Hypertension, Wiley (ISBN 978-0-471-04718-6 et 0-471-04718-X)